# Rammkernsondierung

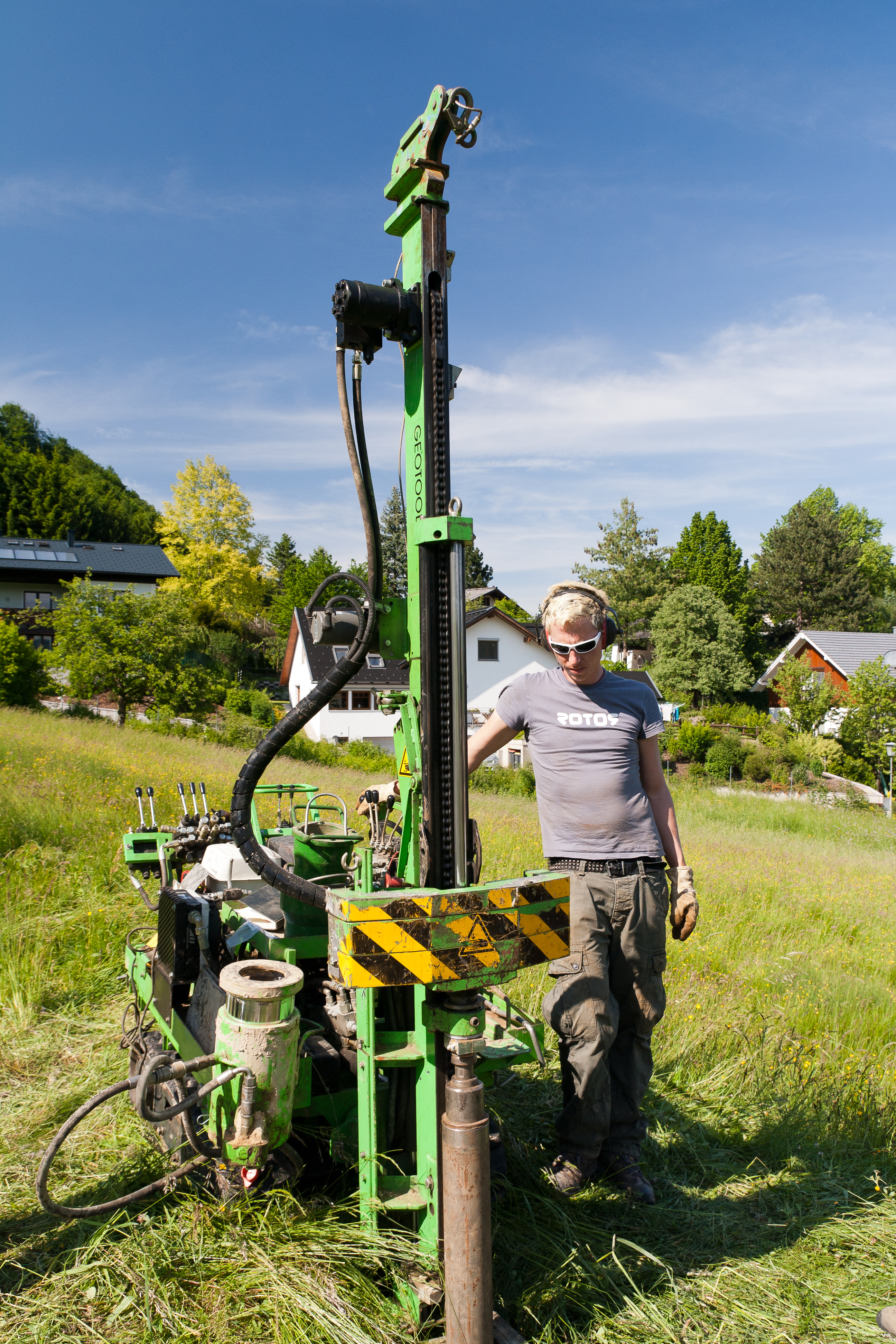
Rammkernsondiergerät im Einsatz

Eine Rammkernsondierung (RKS) ist eine einfache Methode zur Erkundung des Bodenaufbaus und zur Entnahme von Bodenproben aus Lockergesteinen, die in der Geologie, im Bauwesen und bei der Erkundung von Altlasten angewendet wird.

## Hauptteil
Das Verfahren wurde in Deutschland früher durch die DIN 4021 genormt und ab 2007 durch die DIN EN ISO 22475-1.
Bei dem allgemeinsprachlich als Rammkernsondierung bezeichneten Verfahren handelt es sich um eine Kleinrammbohrung (Richtwerte Bohraußendurchmesser 30 bis 80 mm) gemäß DIN 4021:1990-10, Tab. 3, Zeile 2, welche zu den Kleinbohrverfahren gehört. Der Einsatz von Kleinbohrungen ist begrenzt. Bei Entnahmerohrlängen über 1 m wird die höhenmäßige Feststellung der Schichtgrenzen unsicher und es besteht die Gefahr, dass weiche Schichten durch Pfropfenbildung überlagernder fester Schichten verdrängt.
Nach der DIN EN ISO 22475-1, Tab. 2, Zeile 9 (S. 23) sind Kleinrammbohrungen grundsätzlich für Probennahme der Kategorie C eingestuft, bei dem nur Proben der Güteklasse 5 gewonnen werden können (was Aussagen über die Schichtenfolge erlaubt), in einer Fußnote wird auch in manchen leicht bindigen Böden die Entnahmekategorie B (Bestimmung von Schichtgrenzen, Kornzusammensetzung, Konsistenzgrenzen) eingestuft. Grundsätzlich heißt es bei den Kleinbohrverfahren in Abschnitt 6.3.6 (S. 26), dass diese nur für den Einsatz in Sand und feinkörnigen Böden geeignet sind und man darauf achten sollte, dass die gewonnenen Proben hinsichtlich Größe und Masse für die geplanten Laborversuche geeignet sind.
Für höhere Anforderungen muss ein Verfahren nach DIN EN ISO 22475-1 angewandt werden, welches der Entnahmekategorie A oder B zuzuordnen ist. Diese Geräte erfordern einen höheren maschinellen Aufwand. Ein Beispiel wäre das Rotationstrockenbohrverfahren, Rotationskernbohrverfahren oder Rammkernbohrverfahren.

## Sondiergerät

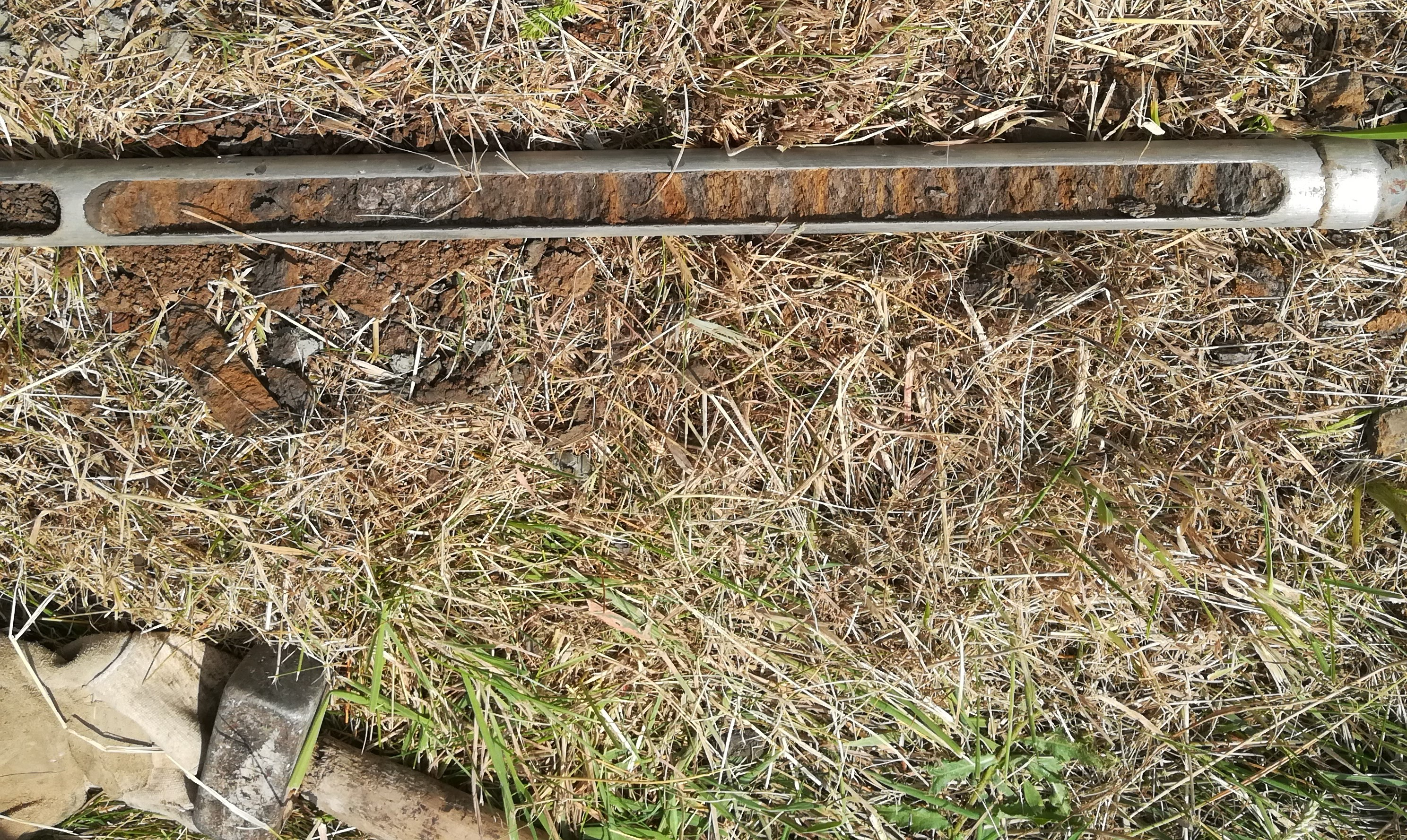
Ton- und Sandsteinwechsellagerung (bis 6 m Teufe) bei Bad Salzuflen

Die Rammkernsondierung wird mit einer hohlen Sonde aus Stahl, die an einer Seite geschlitzt ist, einem darauf geschraubten Schlagbolzen und einem Schlaggerät durchgeführt. In vielen Fällen kommt ein elektrischer oder motorgetriebener Bohrhammer als Schlaggerät zum Einsatz, in anderen Fällen wird das Schlaggewicht eines kettengetriebenen Bohrgerätes verwendet. Die Sonde wird mit einem hydraulischen Gerät oder in einfachen Fällen mit einem manuellen Doppelhebel herausgezogen (Ziehen der Sonde). Das Abrutschen des Bohrgestänges wird mit einem speziellen Klemmüberwurf verhindert.
Die Sonde besitzt am unteren Ende eine ringförmige Schneide und kommt in verschiedenen Durchmessern zum Einsatz. Gebräuchlich sind 36, 50, 70, und 80, selten auch 100 mm, je nach Bohrziel und Eindringtiefe. Die Länge der Sonde beträgt einen oder zwei Meter. Zwischen Sonde und Schlagkopf können Distanzstangen geschraubt werden, um größere Tiefen zu erreichen.

## Ausführung einer Rammkernsondierung
Nach der Auswahl des Ansatzpunktes wird eine Ein-Meter-Sonde lotrecht in den Boden gerammt, bis nur noch der Schlagkopf aus dem Boden ragt und die hohle Sonde bis oben hin gefüllt ist. Nach dem Ziehen des ersten Sondeneinsatzes wird normalerweise mit einer Zwei-Meter-Sonde weiter gebohrt, die nach jeweils zwei Meter Eindringtiefe wieder herausgezogen werden muss, weil der Hohlkörper dann mit Boden gefüllt ist. Im Bereich der Altlastenerkundung ist eine Sondierung mit Ein-Meter-Sonden vorgesehen, um das Bodenmaterial möglichst wenig zu stauchen. In der Regel werden Rammkernsondierungen bis in Tiefen von sechs bis zehn Metern ausgeführt, sie können in einigen Fällen bei günstigen Verhältnissen deutlich tiefer werden.
Die gezogenen Sonden werden horizontal gelagert. Durch den Schlitz der Sonde kann nun der Bodenaufbau in einem Schichtverzeichnis dokumentiert werden. Ebenso können durch ihn Proben für geologische, geotechnische oder chemische Untersuchungen entnommen werden. Das geförderte Bohrgut wird im Anschluss komplett aus der Sonde entnommen und je nach Zweck der Sondierung komplett verworfen oder zu einer Mischprobe in Probengefäße gefüllt. Nach der Entnahme des Bodens und einer möglicherweise nötigen Reinigung kann die Sonde wieder verwendet werden.
Nach Erreichen der vorgesehenen Tiefe wird das Bohrloch wieder verfüllt oder zur Messstelle ausgebaut. Diese dient zur Messung des Grundwasserspiegels (Grundwassermessstelle) und zur Entnahme von Proben des Grundwassers oder zur Beprobung der Bodenluft (Bodenluftmessstelle). Die Verfüllung erfolgt üblicherweise mit dem zuvor entnommenen Material, abzüglich eventueller Proben. Der Abschluss zur Geländeoberkante ist je nach Art dieser zu wählen. Ist die Oberfläche ein Boden, so kann das Bohrloch auch nach oben hin mit Bohrmaterial abgeschlossen werden, bei Beton wird meist Schnellzement und bei Schwarzdecke Kaltasphalt als Abschlussschicht gewählt. Wichtig ist, dass die Oberfläche weiter hin genutzt (z. B. befahren) werden kann und durch das Bohrloch keine erhöhte Unfallgefahr ausgeht.

## Normen
- DIN EN ISO 22475-1: Geotechnische Erkundung und Untersuchung -Probenentnahmeverfahren und Grundwassermessungen, Teil 1, Technische Grundlagen der Ausführung  (ISO 22475-1: 2006). Deutsche Fassung EN ISO 22475-1: 2006
- DIN EN 1997-2: Eurocode 7: Entwurf, Berechnung und Bemessung in der Geotechnik: Teil 2: Erkundung und Untersuchung des Baugrunds. Deutsche Fassung: EN 1997-2: 2007 + AC: 2010